# Zsuzsanna Lorántffy
Zsuzsanna Lorántffy, uneori: Suzanna  Lorántffy (în maghiară:  Lorántffy Zsuzsanna, n. 1601, Ónod, acum în Ungaria - d. 18 aprilie 1660,  în Sárospatak, acum în Ungaria) a fost principesă-consoartă a Transilvaniei, prin căsătorie cu Gheorghe Rákóczi I, principe al Transilvaniei. Calvinistă devotată, ea și-a asistat soțul în lupta de succes a acestuia de a introduce reforme protestante în Transilvania. 
Sub influența ei, Jan Amos Comenius, filosof, gramatician și pedagog ceh, calvinist proeminent, și-a stabilit reședința la Sárospatak.
Fiul ei mai mare, Gheorghe Rákóczi al II-lea, a devenit principe al Transilvaniei.
A fondat și finanțat mai multe unități de învățământ, în special Colegiul Reformat de la Sárospatak.  Zsuzsanna Lorántffy, stăpână a Cetății Făgărașului, a înființat prima școală românească (de nivel mediu) la Făgăraș (în 1657), care a funcționat sub patronajul principesei.
Convingerile ei religioase protestante au obligat-o să evite viața răsfățată de aristocrat și, în schimb, să-și exprime religia prin acțiuni, în special prin dezvoltarea educației fetelor. În timp ce trăia în Oradea Mare, s-a asigurat că fetele sunt învățate nu numai abilitățile necesare să conducă o casă și să educe copiii din familie, ci și să știe să citească, să scrie și să aibă cunoștințe de aritmetică. Trebuiau să cunoască Biblia.
A finanțat Biblia de la Oradea, o traducere, în limba maghiară, complet nouă.
Zsuzsanna Lorántffy, stăpână a Cetății Făgărașului, a emis 21 de diplome nobiliare unor locuitori din Țara Făgărașului în unele cazuri confirmând „vechile lor drepturi boieronale”. Au primit astfel de diplome locuitori din Bucium, Ucea de Sus, Veneția de Jos, Drăguș, Șinca, Hârseni.
Este considerată cea mai populară dintre soțiile voievozilor și principilor Transilvaniei.

## Copii
Din căsătoria încheiată cu Gheorghe Rákóczi I, la 18 aprilie 1616, a avut următorii copii:
1. Samuel (* 1617, † 27 iunie 1618)
2. Gheorghe Rákóczi al II-lea, principe al Transilvaniei (* Sárospatak, 30 ianuarie 1621, † Oradea, 7 iunie 1660), căsătorit în 1643 cu Sophia Báthory din Șimleu (1629-1680)
3. Sigismund Rákóczi (* Sárospatak, 14 iulie 1622, † Făgăraș, 4 februarie 1652), căsătorit în 1651 cu Henriette Marie de Palatinat (1626-1651)
4. Francisc (* 1624, † 1632)

## Receptare
Zsuzsanna Lorántffy este considerată a fi cea mai independentă și cea mai bine educată femeie din Ungaria, în prima jumătate a secolului al XVII-lea. În conștiința poporului de astăzi, Zsuzsanna Lorántffy este încă prezentă. Numeroase școli, piețe și străzi au primit numele ei în Ungaria și Transilvania. Monumente dedicate ei au fost ridicate în Ónod, în Sárospatak, în Tiszaújváros și în multe alte orașe. În istoriografia maghiară ocupă un loc semnificativ.

### Onoruri
- O instituție de învățământ preuniversitar, din Oradea, îi poartă numele: Liceul Teologic Reformat „Lorántffy Zsuzsanna”.[12]
- La Târgu Mureș are sediul Asociația Culturală a Femeilor Lorántffy Zsuzsanna, în maghiară: Lorántffy Zsuzsanna Közművelődési Egyesület.[13]
- Zsuzsanna Lorántffy face parte dintre cele 999 de femei citate în lucrarea feministă The Dinner Party de Judy Chicago, realizată între 1974 și 1979 și vizibilă la Brooklyn Museum.[14]
- Asteroidul 235201 Lorántffy a primit numele în onoarea sa.[15]

## Galerie de imagini

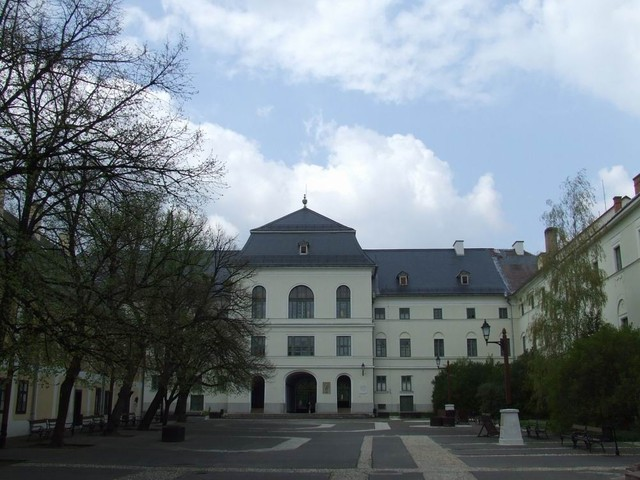
Colegiul reformat din Sárospatak (curtea de astăzi)
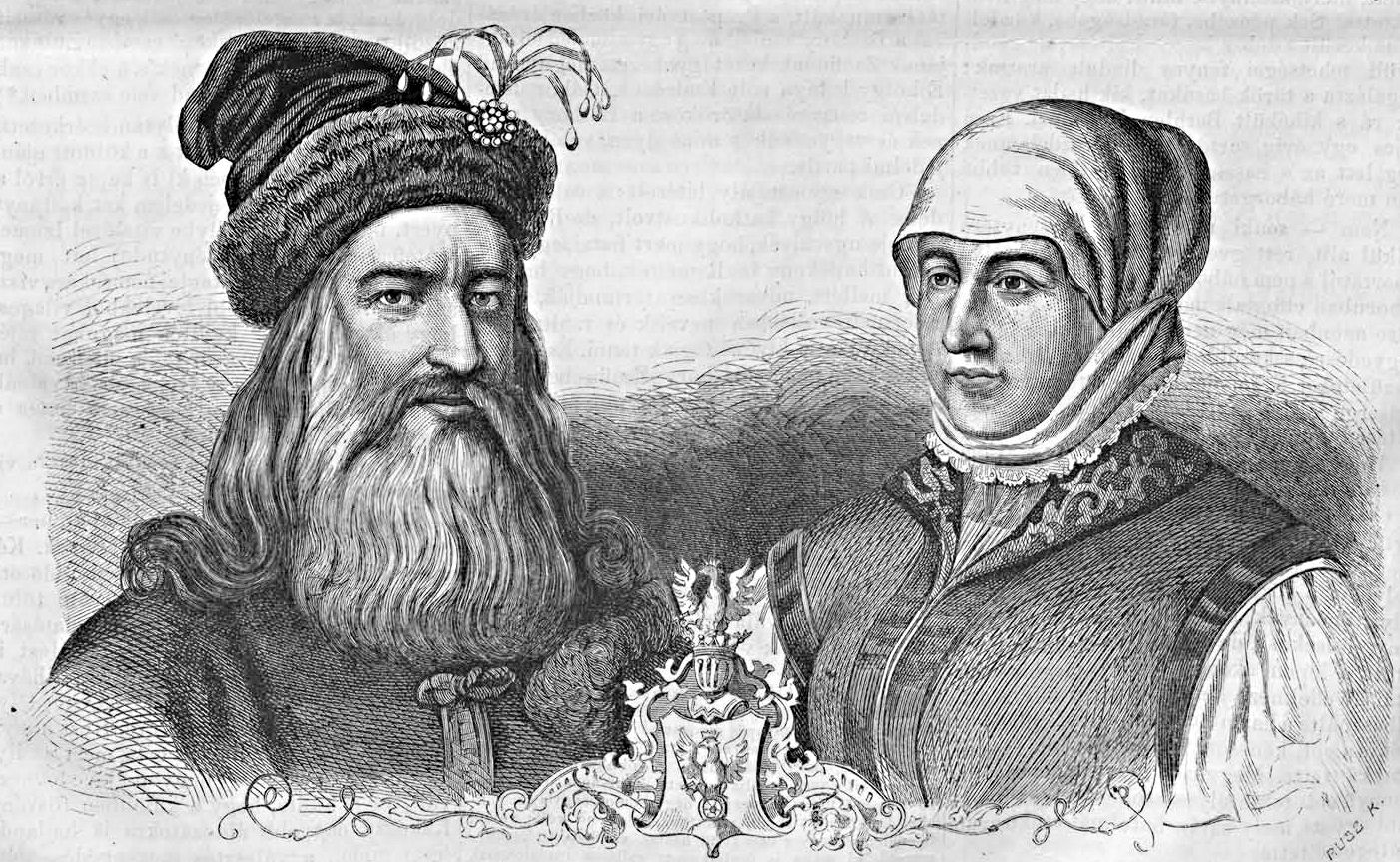
Principele Gheorghe Rákóczi I și soția sa, principesa Zsuzsanna Lorántffy.
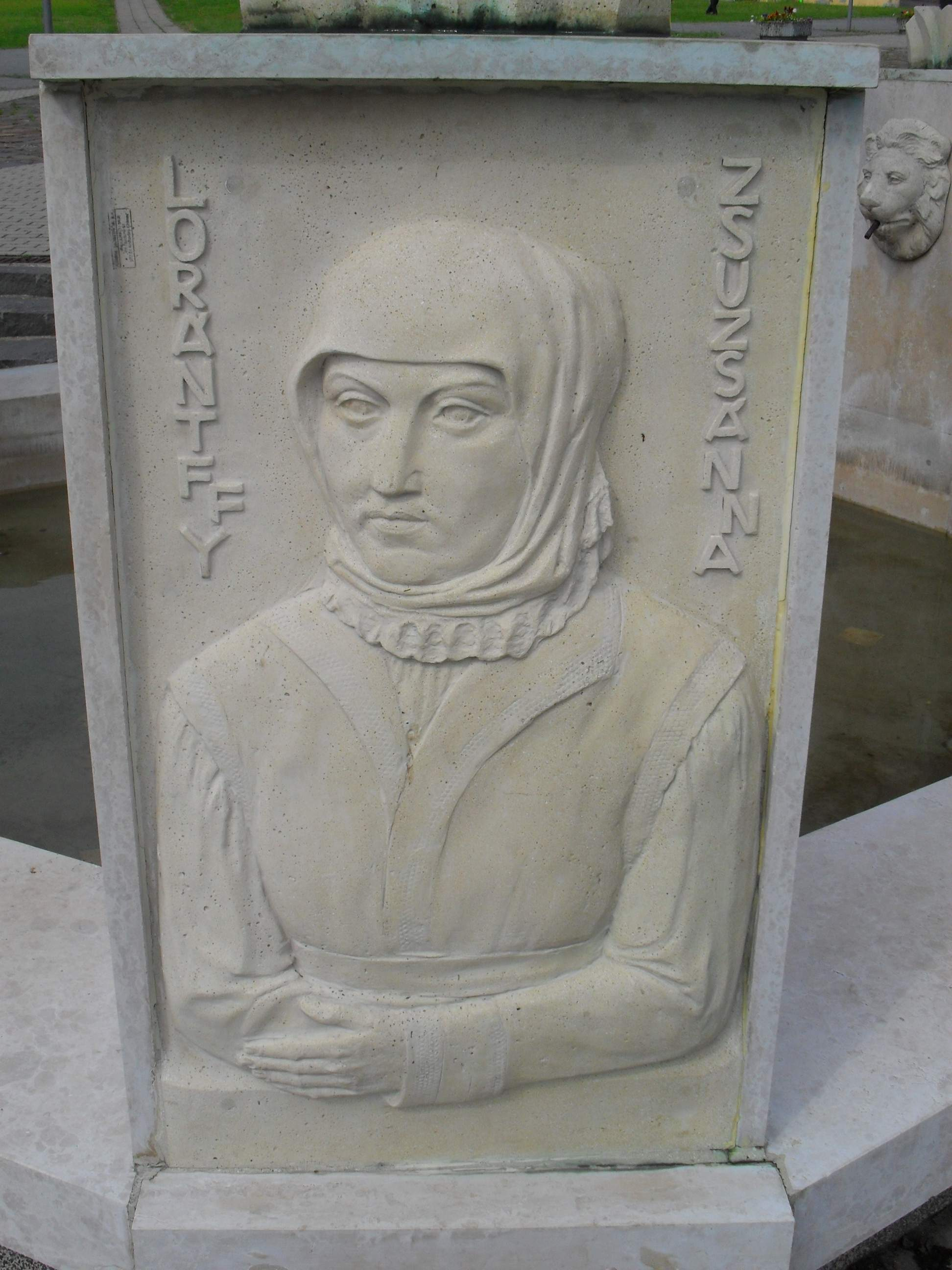
Zsuzsanna Lorántffy reprezentată pe un basorelief care decorează o fântână din Kráľovský Chlmec, în Slovacia